# Tiny Tim (ракета)
Tiny Tim (с англ. — «Малыш Тим») — неуправляемая 298-мм ракета, созданная США в середине 1940-х годов.

## История
24 февраля 1944 были выдвинуты требования к новой авиационной ракете. За разработку взялся Калифорнийский технологический институт. К моменту начала поступления данных ракет на вооружение, европейский театр военных действий уже перестал существовать. Тем не менее, «Малышей Тимов» успели использовать в битве за Окинаву. Также эти ракеты применялись в Корейской войне.
Во время испытаний августе 1944 г.,при запуске ракеты, произошла катастрофа. При сбросе и запуске ракеты факел от её двигателя повредил рулевые поверхности самолёта, вследствие чего он перешёл в пикирование и разбился. Погиб лётчик-испытатель лейтенант Армитидж.

## Конструкция
Проектируя ракету "Tiny Tim", конструкторы опирались на опыт создания ракеты "HVAR".  А именно — были применены четыре удлинённые крестообразные топливные шашки весом по 16,5 кг. Общий вес топлива — 66 кг. Похожую конструкцию имел также сопловой блок, но число периферийных сопел было увеличено до 24. В центре также было сделано предохранительное сопло, закрытое стальной мембраной. За 1 секунду двигатель развивал тягу 13500 кгс (по другим данным — 12000 кгс) и  обеспечивал скорость полёта ракеты 245,8 м/с. Стабилизацию ракеты в полёте обеспечивали четыре стабилизатора, которые имели сборную конструкцию и сваривались из алюминиевых штамповок. Стабилизаторы крепились к корпусу ракеты с помощью двух хомутов. Боевая часть ракеты была  разработана заново и представляла собой стальную отливку, снаряженную 66 кг взрывчатки. Взрыватель располагался в донной части боевой части. Ракета могла пробить железобетонные перекрытия толщиной 1 метр, ведь общий вес боевой головки составил 267 кг.
Большого веса ракеты предопределил тип самолётов, она устанавливалась прежде всего на  бомбардировщики, но не исключалась также её установка на истребителях.
Так как для Tiny Tim не была разработана пусковая установка, то она подвешивалась к стандартным бомбодержателям соответствующей грузоподъёмности. Ракета запускали «по-бомбовому» — разматывался вытяжной шнур, закреплённый на самолёте, который на безопасном расстоянии от носителя запускал двигатель. Такой способ запуска ракеты снижал точность стрельбы.

## Характеристики
- Тип — 11.75" Tiny Tim
- Масса, кг — 538
- Длина, мм — 3120
- Диаметр, мм — 298
- Масса боевой части, кг — 267
- Масса взрывчатого вещества, кг — 66
- Масса разгонного заряда, кг — 66
- Скорость, м/с — 245,5
- Тип боевой части — бронебойная[2]
- Размах стабилизаторов, мм — 910